# Stazione di Dnipro
La stazione di Dnipro (in ucraino Дніпро-Головний?, Dnipro-Holovnyj) è la stazione ferroviaria principale della città ucraina di Dnipro.

## Storia
La stazione fu aperta al traffico nel 1884 con il nome di Ekaterinoslav. Il 20 luglio 1926 fu ribattezzata Dnipropetrovsk. Distrutta durante la seconda guerra mondiale, fu ricostruita in stile classicista socialista secondo il progetto dell'architetto Aleksej Duškin e riaperta al traffico nel 1951.
Il 19 maggio 2016 il nome della stazione è stato ufficialmente cambiato in Dnipro.